# Brazil (pel·lícula)
Brazil és una pel·lícula britànica de ciència-ficció de 1985 dirigida per Terry Gilliam i protagonitzada per Jonathan Pryce, Kim Greist, Ian Holm, Bob Hoskins i Robert De Niro. La història transcorre en un món distòpic, inspirat sobretot en la novel·la 1984 de George Orwell, encara que incorpora amplis traços d'humor sec i satíric al to del film. El títol del film és un terme pres de la famosa cançó Aquarela do Brasil, escrita pel compositor Ary Barroso el 1939, i la traducció del qual en anglès s'escriu amb "z" al final.
La pel·lícula va obtenir dues nominacions als Oscar, un per a la millor direcció artística i un altre per al millor guió original. Va ser inclosa a la llista de les 100 millors pel·lícules de la història de la revista Time i ocupa el lloc número 83 a la llista de les millors pel·lícules de la història de la publicació Empire. És considerada una pel·lícula de culte, i un clàssic tant del gènere com en la filmografia de Gilliam.
El director Terry Gilliam es va referir a aquesta pel·lícula com la segona en una "trilogia de la imaginació", formada per Time Bandits (1981) i Les aventures del Baró Munchausen (1989). Les tres mantenen com a tema comú la lluita per la imaginació i la llibertat de pensament en un món que s'oposa a aquestes idees. A més, la temàtica és presentada a través de l'òptica de cadascun dels protagonistes dels films esmentats, abastant des de la mirada d'un nen (Time Bandits) a la d'un adult (Brazil) i acabant amb la d'un home d'edat avançada (Les aventures del Baró Munchausen).

## Argument
Sam Lowry (Jonathan Pryce) és un tecnòcrata eficient però somiador amb un lloc de tercera categoria dins de la gegantesca màquina burocràtica que mou (o paralitza) a una distopia opressiva, inhumana, enfonsada per la ineficiència i amenaçada pel terrorisme.
Un error en un cognom a causa d'una mosca caiguda en la capçalera d'un teletip provoca la detenció errònia d'un innocent, amb conseqüències fatals per a aquest. Com que oficialment no existeixen errors en el sistema burocràtic, ningú vol fer-se càrrec de la paperassa excepte el benintencionat Lowry. Durant la seva visita a la família del mort té una trobada casual amb la seva veïna, a la qual reconeix com la dona dels seus somnis. Però ella fuig.
Aquest descobriment fa que, per poder obtenir informació sobre ella, Sam se sotmeti als desitjos de la seva mare, una narcisista recalcitrant i molt ben relacionada, obsessionada amb donar-li una carrera al seu fill. Així, Lowry comença la seva escalada a les altes esferes malgrat la seva naturalesa escrupolosa i poc ambiciosa.
No obstant això, tant la seva implicació en l'error burocràtic del principi, com la seva obsessió per la dona així com els seus contactes amb un lampista clandestí, compliquen la vida a Lowry fins al punt que pasa a ser considerat una amenaça pel sistema. Mentrestant, malgrat moltes dificultats, és capaç d'aconseguir l'amor de la seva noia somiada.
Finalment, el Sistema, implacable, es fa càrrec de Lowry i el destrueix mitjançant una lenta tortura mental. Tot i això, Lowry aconsegueix refugi en les seves fantasies i la seva bogeria.

## Repartiment
- Jonathan Pryce
- Robert De Niro
- Katherine Helmond
- Ian Holm
- Bob Hoskins
- Michael Palin
- Ian Richardson
- Peter Vaughan
- Kim Greist

## Temes i influències
El director Terry Gilliam es va referir a aquesta pel·lícula com la segona d'una trilogia formada per Time Bandits (1981) i Les aventures del Baró Munchausen (1989). Les tres mantenen com a tema comú la lluita per la imaginació i la llibertat de pensament en un món que s'oposa a aquestes idees.
Aquesta pel·lícula conté nombrosos temes complexos i subtils amanits amb una mescla d'humor cruel i idees que dificulten un seguiment lineal de la trama, però que contribueixen a crear un film ric que pot ser vist en diverses ocasions. La pel·lícula posseeix una important riquesa visual presentant una visió inusual del futur i amb imatges oníriques que admeten diferents interpretacions.
El film també conté nombroses referències a la sèrie de televisió britànica dels anys seixanta The Prisoner ("El presoner") i a les novel·les 1984 de George Orwell i El procés, de Kafka.
La distopia en la qual es desenvolupa l'acció està situada "en algun lloc del segle XX" ("Somewhere in the 20th Century") i la imatgeria visual barreja elements de moltes dècades d'aquest segle, la qual cosa contribueix a crear una atmosfera irreal. Per exemple: els ordinadors estan construïts a partir d'una màquina d'escriure, un petit tub de rajos catòdics i una lent de Fresnel.
Tots els noms dels llocs són irònicament idíl·lics. Així, el protagonista viu en uns enormes blocs grisos (pertanyents en realitat a una ciutat francesa) anomenats "bloc Flor del taronger, avinguda Verdes Pastures", mentre que Buttle viu a les torres "Shangri-la".
L'omnipresent burocràcia consumeix el 26% del PIB, segons s'assegura en el noticiari que podem veure al principi de la pel·lícula. La manera més eficaç d'allunyar a un lampista estatal és sol·licitar-li un imprès 27B/6.
La pel·lícula està esquitxada de detalls en segon i tercer pla. Un exemple: quan a Sam Lowry li comenten en una festa que determinada noia les té "més grans i de punta", li aclareixen posteriorment que l'observació es refereix a les seves orelles. Poc després, en una altra escena, podem veure com la noia, en segon pla, es deixa examinar les orelles per un altre personatge. Un altre exemple es dona quan el protagonista va a visitar a la família del senyor Buttle, podem veure un cartell amb una oferta de vacances que resa: "Luxe sense por. Diversió sense sospita. Relaxi's en un ambient lliure de pànic." (Luxury without Fear. Fun without suspiction. Relax in a Panic-Free Environment).
El "regal per a executius" que apareix diverses vegades al llarg de la pel·lícula no existeix en els comerços i va ser creat especialment per a la pel·lícula.
L'escena del tiroteig en el vestíbul del ministeri de "Obtenció d'Informació" és un homenatge al Cuirassat Potemkin.
Casualment, Lowry, cognom del protagonista, és també el cognom de l'escriptora Lois Lowry, que va ser autora de la novel·la El dador vuit anys més tard (1993), que mostra un món futur distòpic extremadament burocratitzat i rígid.

## Premis i nominacions

### Premis
- 1986: BAFTA al millor disseny de producció per Norman Garwood
- 1986: BAFTA als millors efectes visuals per George Gibbs i Richard Conway

### Nominacions
- 1986: Oscar al millor guió original per Terry Gilliam, Tom Stoppard i Charles McKeown
- 1986: Oscar a la millor direcció artística per Norman Garwood i Maggie Gray

## Llegat
Al moment de la seva estrena, la pel·lícula va tenir una recepció mediocre en la taquilla. No obstant això roman com una pel·lícula de culte, sobretot entre els fans de Gilliam. L'edició en VHS de la pel·lícula és una versió més curta de 131 minuts amb final feliç. L'edició en DVD és la mateixa que la pel·lícula original.